# Паттерсон, Роберт Мартин
Роберт Мартин Паттерсон (род. 16 апреля 1948 года) — сержант-майор армии США в отставке, удостоился высочайшей американской военной награды — медали Почёта за свои действия в ходе Вьетнамской войны.

## Биография
Паттерсон вырос в семье фермеров, выращивающих табак близ г. Фейетвилль, штат Северная Каролина. В 1966 году Паттерсон вступил в армию из Роли, штат Северная Каролина. В 1968 году служил специалистом 4-го ранга отряда В, 2-го эскадрона, 17-го кавалерийского полка. 6 мая 1968 года в ходе перестрелки близ Ла Чу, провинции Тхыатхьен-Хюэ, Южный Вьетнам во время Майского наступления Народной армии Вьетнама Паттерсон в одиночку уничтожил несколько вражеских бункеров. За свои действия он был повышен в звании до сержанта и удостоился медали Почёта.
В середине 1970х Паттерсон в звании штаб-сержанта служил сержантом по строевой подготовке на базе Форт-Блисс, штат Техас.
Патерсон дослужился до звания сержант-майора, участвовал в войне в Персидском заливе, в 1991 году ушёл в отставку. Сейчас проживает в г. Пенсакола, штат Флорида, куда переехал в 2010 году.

## Наградная запись к медали Почёта
За выдающуюся храбрость и отвагу, проявленные с риском для жизни при выполнении дога службы и за его пределами. Сержант Паттерсон (тогда специалист 4-го ранга) отличился в ходе службы командиром расчёта третьего взвода отряда В в ходе штурма хорошо укреплённой позиции батальона северовьетнамской армии. Когда передовое отделение третьего взвода оказалось прижатым к земле плотным огнём тяжёлого пулемёта и базук из двух вражеских бункеров, сержант Паттерсон и двое бойцов из штурмовой группы двинулись вперёд под вражеским огнём, чтобы уничтожить бункеры гранатами и огнём из пулемёта. Заметив, что его товарищи попали под обстрел из третьего бункера, прикрываемого вражескими стрелками из одиночных укрытий сержант Паттерсон с полным пренебрежением к своей безопасности, проигнорировав предупреждения своих товарищей, что он идёт в комплекс бункеров, пошёл на штурм и уничтожил [вражескую] позицию. Несмотря на интенсивный обстрел из бункеров и взаимно поддерживающих позиций, сержант Паттерсон продолжил атаку на бункеры, которые мешали продвижению его подразделения. Сержант Паттерсон в одиночку уничтожил огнем из винтовок и гранатами 5 вражеских бункеров, убил 8 солдат противника и захватил 7 единиц оружия. Его бесстрашное мужество и героизм вдохновили его взвод возобновить атаку и прорвать оборонительную позицию противника. Действия сержанта Паттерсона с риском для жизни принесли великую честь ему, его подразделению и армии США.
Оригинальный текст (англ.)
For conspicuous gallantry and intrepidity in action at the risk of his life above and beyond the call of duty. Sgt. Patterson (then Sp4c.) distinguished himself while serving as a fire team leader of the 3d Platoon, Troop B, during an assault against a North Vietnamese Army battalion which was entrenched in a heavily fortified position. When the leading squad of the 3d Platoon was pinned down by heavy interlocking automatic weapon and rocket propelled grenade fire from 2 enemy bunkers, Sgt. Patterson and the 2 other members of his assault team moved forward under a hail of enemy fire to destroy the bunkers with grenade and machine gun fire. Observing that his comrades were being fired on from a third enemy bunker covered by enemy gunners in 1-man spider holes, Sgt. Patterson, with complete disregard for his safety and ignoring the warning of his comrades that he was moving into a bunker complex, assaulted and destroyed the position. Although exposed to intensive small arm and grenade fire from the bunkers and their mutually supporting emplacements. Sgt. Patterson continued his assault upon the bunkers which were impeding the advance of his unit. Sgt. Patterson singlehandedly destroyed by rifle and grenade fire 5 enemy bunkers, killed 8 enemy soldiers and captured 7 weapons. His dauntless courage and heroism inspired his platoon to resume the attack and to penetrate the enemy defensive position. Sgt. Patterson's action at the risk of his life has reflected great credit upon himself, his unit, and the U.S. Army.
— 